# تشارلز ر. سنايدر
تشارلز ر. سنايدر (بالإنجليزية: Charles R. Snyder)‏ هو عالم نفس أمريكي، ولد في 1944، وتوفي في 2006.